# Territoire fédéral
Un territoire fédéral est une division administrative placée sous la juridiction directe et généralement exclusive du gouvernement national d'une fédération. Un territoire fédéral fait partie d’une fédération, mais pas d’un de ses État fédéré. Les États constituent la fédération elle-même et partagent la souveraineté avec le gouvernement fédéral, tandis qu’un territoire n’a pas de statut souverain et dépend constitutionnellement du gouvernement fédéral.

## Liste de territoires fédéraux actuels
- Australie[note 1]
  - Îles Ashmore-et-Cartier (externe)
  -  Territoire antarctique australien (revendiqué)
  -  Territoire de la capitale australienne (interne)
  -  Île Christmas (externe)
  -  Îles Cocos (Keeling) (externe)
  - Îles de la mer de Corail (externe)
  - Îles Heard-et-MacDonald (externe)
  - Territoire de la baie de Jervis (interne)
  -  Île Norfolk (externe)
  -  Territoire du Nord (interne)
- Canada
  -  Territoires du Nord-Ouest
  -  Nunavut
  -  Yukon
- États-Unis
  -  Samoa américaines (non constituées non organisées)
  - Banc de Bajo Nuevo (revendiquée)
  - Île Baker (non incorporé, non organisée)
  -  Guam (non incorporé, organisée)
  - Île Howland (non incorporé, non organisée)
  - Île Jarvis (non incorporé, non organisée)
  - Atoll Johnston (non incorporé, non organisée)
  - Récif Kingman (non incorporé, non organisée)
  -  Atoll Midway (non incorporé, non organisée)
  - Île de la Navasse (non incorporé, non organisée)
  -  Îles Mariannes du Nord (non incorporé, organisée)
  - Atoll Palmyra (constituée en société, non organisée)
  -  Porto Rico (non incorporé, organisée)
  - Banc de Serranilla (revendiquée)
  -  Îles Vierges des États-Unis (non constituées en société, organisées)
  -  Île Wake (non incorporé, non organisée)
- Inde[note 2]
  - Îles Andaman-et-Nicobar
  - Chandigarh
  - Dadra et Nagar Haveli et Daman et Diu
  -  Jammu-et-Cachemire
  - Ladakh
  - Lakshadweep
  - Territoire de la capitale nationale de Delhi
  - Pondichéry
- Malaisie
  -  Kuala Lumpur
  -  Labuan
  -  Putrajaya
- Nigeria
  -  Territoire de la capitale fédérale
- Pakistan
  -  Territoire fédéral d'Islamabad
- Russie
  - Sirius (en)

## Territoires fédéraux historiques

### Allemagne

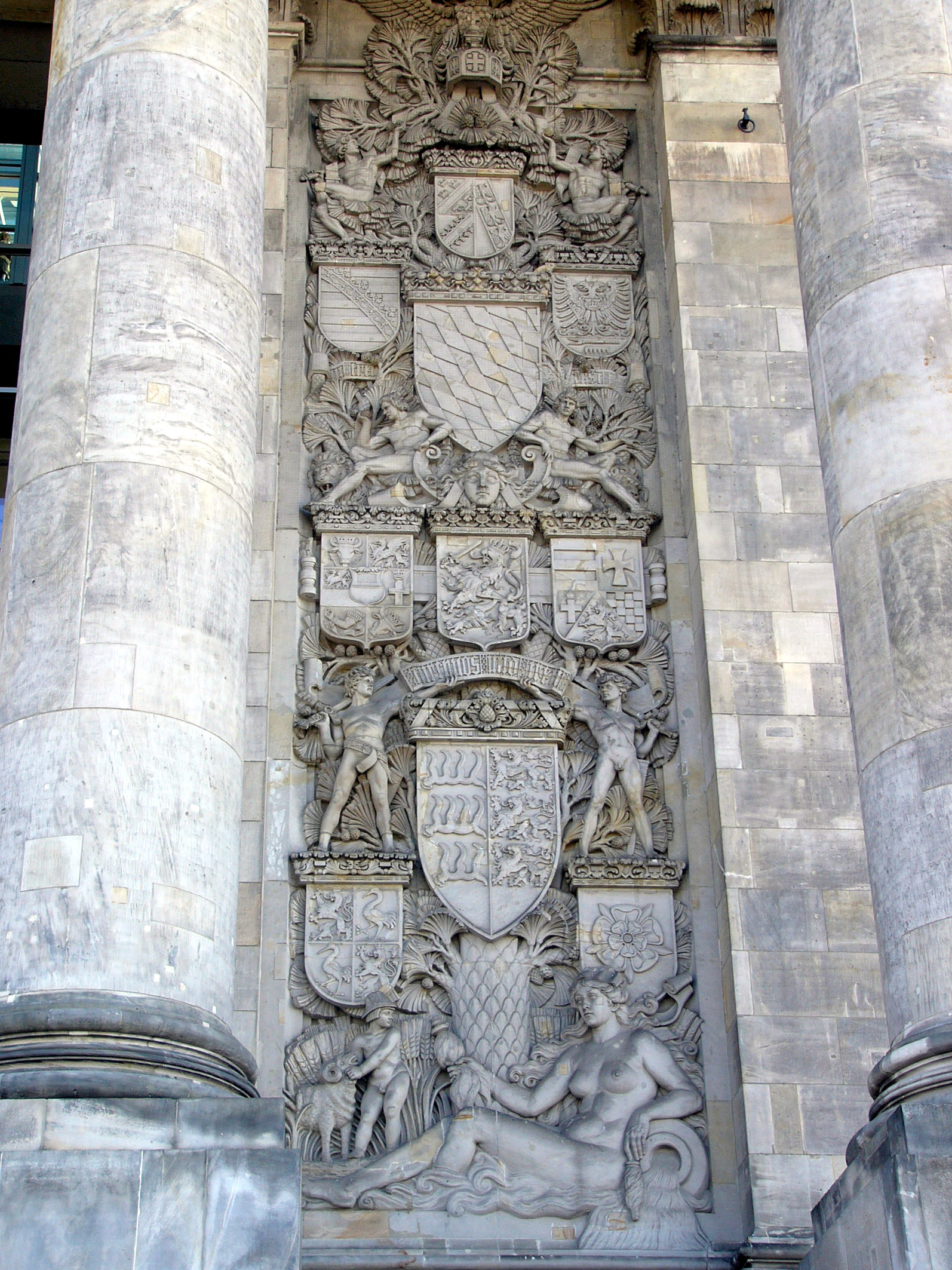
Les armoiries de l'Alsace-Lorraine sont encore visibles sur le bâtiment du Reichstag à Berlin (tout en haut), avec les armoiries des autres États.

L'Empire allemand était une fédération de monarchies et de cités-États. Cependant, après la guerre franco-prussienne, le pays nouvellement créé annexa de grandes parties de l'Alsace et de la Lorraine, deux territoires français. Une grande partie de la population locale était opposée au transfert, ce qui signifie qu'octroyer le statut d'État au territoire alsacien-lorrain aurait pu conduire à sa possible sécession. L'incorporation du territoire à la Prusse, comme cela s'est produit pour le Schleswig-Holstein et d'autres États pendant les guerres d'unification allemande, a été contestée par les États d'Allemagne du Sud qui se sentaient déjà marginalisés par leur voisin du nord. C'est pourquoi une annexion à la Bavière et au Bade fut également évoquée, mais elle se heurta à l'opposition de l'armée qui estimait que ce territoire frontalier crucial devait être gouverné depuis Berlin. En guise de compromis, Otto von Bismarck proposa d'incorporer l'Alsace-Lorraine comme territoire directement gouverné par le gouvernement impérial (fédéral), conduisant à la création du Territoire impérial d'Alsace-Lorraine (Reichsland Elsaß-Lothringen). Le statut territorial, courant aux États-Unis, était unique en Allemagne continentale, car tous les États constitutifs étaient autonomes. En 1911, la Constitution de l'Empire allemand fut modifiée pour traiter l'Alsace-Lorraine comme un État pour certaines questions, y compris son propre gouvernement et ses votes au Bundestag.
La Loi fondamentale de la République fédérale d'Allemagne ne prévoit pas actuellement de moyen légal de créer un territoire fédéral, y compris un district de la capitale, et décrit le territoire national allemand comme étant composé uniquement d'États.

### Brésil
Au Brésil, bien que leur existence soit mentionnée dans la Constitution fédérale, il n’existe actuellement aucun territoire fédéral. Le Brésil comptait trois territoires fédéraux jusqu'à l'adoption de la Constitution de 1988 : Fernando de Noronha (aujourd'hui un district de l'État de Pernambouc), Amapá et Roraima — désormais des États de plein droit. De 1943 à 1982, Rondônia était également un territoire fédéral (connu jusqu'en 1956 sous le nom de Território do Guaporé ).

### Canada
Les Territoires du Nord-Ouest comprenaient autrefois la majeure partie de ce qui est aujourd’hui le Canada et ont été divisés en districts pour faciliter l’administration de 1882 à 1999. L’un de ces districts, Keewatin, était un territoire fédéral de 1876 à 1905.

### États-Unis
Aux États-Unis, de nombreux États actuels étaient initialement des territoires fédéraux avant d'accéder au statut d'État : c'est le cas pour le territoire de la Louisiane, le territoire du Mississippi, le territoire de l'Oregon, le territoire de l'Alaska et le territoire d'Hawaï. Avant d'accéder au statut d'État, ces territoires des États-Unis étaient formellement généralement d'un type que l'on peut décrire comme des « territoires incorporés organisés », ce qui signifie que le gouvernement de la juridiction était formellement organisé de manière à se conformer aux normes fédérales reconnues en matière d'autonomie gouvernementale, et que la juridiction était « organique » pour les États-Unis, c'est-à-dire qu'elle constituait une partie irrévocablement inséparable de celle-ci plutôt qu'un protectorat, une zone louée à une autre nation et lui appartenant encore formellement, ou une concession accordée par une autre nation ou un autre groupe qui pourrait éventuellement conserver certains droits sur celle-ci. Les territoires « incorporés » font partie des États-Unis, bien qu'ils ne fassent partie d'aucun État constitutif particulier, et ne sont pas facilement vendables ou cessibles à d'autres puissances comme le sont les territoires « non incorporés ».

### Mexique
Voir : Territoires fédéraux du Mexique (es).

## Remarques
1. ↑  Tous les territoires intérieurs et extérieurs où les lois fédérales sont appliquées[1].
2. ↑  Autrefois appelés « Territoires de l'Union »[2].